# Plantage (Amsterdam)
Pour les articles homonymes, voir Plantage.
Le Plantage est un quartier de la ville d'Amsterdam situé à l'est de l'arrondissement de Centrum. Il est délimité par le Plantage Muidergracht qui l'entoure, et fait office de séparation avec la partie est du Grachtengordel, le Weesperbuurt. L'Artis, le plus vieux zoo des Pays-Bas ainsi que le Jardin botanique d'Amsterdam (Hortus Botanicus) y sont situés.